# Мірек Тополанек
Мірек Тополанек (чеськ. Mirek Topolánek; нар. 15 травня 1956, Всетін, ЧССР) — прем'єр-міністр Чехії (2006-2009). У 1996-2004 роках був депутатом Сенату — верхньої палати чеського парламенту. У 2002 році став головою Громадської демократичної партії. У 2006 році був вибраний депутатом Палати депутатів — нижньої палати парламенту, але незабаром був призначений головою уряду Чехії.

## Життєпис
Мірек Тополанек народився 15 травня 1956 року в Чехословаччині — в місті Всетін (Vsetin) в Моравії. Його повне ім'я Мирослав, але Тополанек віддає перевагу скороченому варіанту: батьки з дитинства звали його Міреком. Тополанек закінчив машинобудівний факультет Вищої технічної школи в Брно (Brno University of Technology). Після цього в 1980–1987 роках він сім років пропрацював інженером-проектувальником в системі державного підприємства Остравсько-Карвинські шахти. У 1987–1991 роках Тополанек був провідним проектувальником Енергопроекту в місті Острава.
Політичною діяльністю Тополанек зайнявся в 1989 році — під час «оксамитової революції». У 1990–1994 роках він був членом муніципальної ради остравського району Поруба (Poruba). У 1991-1996 роках Тополанек посідав посади виконавчого, а потім генерального директора компанії VAE Ltd (пізніше — VAE Inc). У 1996-2003 роках він був головою ради директорів цієї організації. Також відомо, що Тополанек навчався на Кіпрі і став фахівцем з менеджменту комерційних підприємств.
У 1994 році Тополанек вступив в чеську Громадську демократичну партію (ГДП). У 1996 році він вперше став депутатом Сенату — верхньої палати парламенту Чехії, посівши посаду заступника голови комітету з національної економіки, сільського господарства і транспорту. У 1998 році Тополанек став головою фракції ГДП в Сенаті, а в 2002 році — віце-спікером Сенату. В той же час в 1998–2004 роках він продовжував працювати в комітеті з національної економіки, сільського господарства і транспорту.
13 грудня 2002 року на позачерговому конгресі ГДП Тополанек був вибраний головою партії замість Вацлава Клауса (Vaclav Klaus), що втрачав підтримку соратників, і який пішов у відставку, але був вибраний почесним головою ГДП. У лютому 2003 року Клаус був вибраний президентом Чехії. У червні 2004 року під керівництвом Тополанека ГДП виграла перші в історії Чехії вибори до Європейського парламенту, отримавши близько 30 відсотків голосів виборців і 9 мандатів.
ГДП також виграла парламентські вибори 2-3 червня 2006 року, а Тополанек став членом Палати депутатів — нижньої палати чеського парламенту. ГДП отримала 35,38 відсотка голосів виборців і 81 депутатський мандат, але друге місце і 74 місця в парламенті дісталося Чеській соціал-демократичній партії (ЧСДП). ЧСДП об'єдналася з комуністами і створила ліву коаліцію, а ГДП разом з християнськими демократами і «зеленими» заснувала праву коаліцію. І праві, і ліві контролювали по половині всіх парламентських голосів: у кожну коаліції входило рівно по 100 депутатів.
Президент Чехії Вацлав Клаус двічі призначав Тополанека прем'єр-міністром Чехії: у вересні 2006 року, а потім повторно в листопаді 2006 року, після того, як в жовтні 2006 року його кабінет не зміг отримати вотум довіри від нижньої палати чеського парламенту. У Чехії президент країни має право двічі призначати прем'єра, яким зазвичай стає лідер партії, що перемогла на виборах. Новий кабінет протягом перших місяців своєї роботи повинен отримати довіру парламенту. У третій і останній раз прем'єра призначає спікер нижньої палати парламенту. У січні 2007 року уряд Тополанека зміг заручитися підтримкою парламенту і отримати вотум довіри.
Світова фінансова криза, що почалася в 2008 році, важко відбилася на економіці Чехії, уряд якої був вимушений узяти стабілізаційний кредит Міжнародного валютного фонду (МВФ) на суму в 25 мільярдів доларів. За прогнозами, падіння ВВП країни в 2009 році могло скласти 5 відсотків. 24 березня 2009 року депутати нижньої палати парламенту Чехії, незадоволені економічною політикою уряду, винесли вотум недовіри Тополанеку.
9 квітня 2009 Президент Чехії Вацлав Клаус призначив прем'єр-міністра тимчасового уряду країни. Їм став позапартійний колишній глава статистичного бюро Чехії Ян Фішер. Ян Фішер вступив на посаду 9 травня 2009 року і очолив тимчасовий уряд Чехії до жовтня 2009, коли в країні мали пройти дострокові парламентські вибори.

## Особисте
Тополанек знає англійську мову, читає і перекладає зі словником з німецької, російської і польської. Тополанек був одружений, у нього є син, дві дочки і внучки. У січні 2007 року Тополанек розіслав в редакції провідних чеських ЗМІ заяву, в якій повідомив, що розлучився з своєю дружиною і живе з Люцією Талманновою, — віце-спікером чеського парламенту, попросивши журналістів більше не ставити йому питань, що стосуються особистого життя.

## Виноски
1. ↑  Енциклопедія Брокгауз
2. 1 2  Чеська національна авторитетна база даних
3. ↑  The Fine Art Archive — 2003.
4. 1 2 3  Data Poslanecké sněmovny a Senátu — Parlament České republiky.
5. ↑  Aktuálně.cz — 2005.
6. ↑  Aktuálně.cz — 2005.
7. ↑  Чеський парламент висловив недовіру урядові Тополанека[недоступне посилання з липня 2019]
8. ↑  В.Клаус призначив прем'єр-міністром тимчасового уряду Чехії Я.Фішера[недоступне посилання з липня 2019]